# Coleophora arenariella
Coleophora arenariella é uma espécie de mariposa do gênero Coleophora pertencente à família Coleophoridae.